# Остштайнбек
Остштайнбек (нем. Oststeinbek) — община в Германии, в земле Шлезвиг-Гольштейн. 
Входит в состав района Штормарн.  Население составляет 8608 человек (на 31 декабря 2010 года). Занимает площадь 11,37 км².
Коммуна подразделяется на 2 сельских округа.